# セルマ・ラーゲルレーヴ
セルマ・ラーゲルレーヴ（スウェーデン語: Selma Ottilia Lovisa Lagerlöf、スウェーデン語: [ˈsɛlˈma ˈlɑːɡərˈløːv] ( 音声ファイル)、1858年11月20日 - 1940年3月16日）は、スウェーデンの女性作家。
『ニルスのふしぎな旅』（1906年・1907年）の著者であり、女性初・スウェーデン人初のノーベル文学賞受賞者（1909年）として名高い。かつての20スウェーデン・クローナ紙幣（2014年以前）には、表にラーゲルレーヴの肖像、裏にニルスが描かれていた。

## 経歴

### 出生から作家デビューまで
1858年11月20日、ノルウェーとの国境に近いヴェルムランド地方のスンネにある邸宅モールバッカに、退役軍人のエリック・グスタフ・ラーゲルレーヴ (Erik Gustaf Lagerlöf) とルイーセ・ラーゲルレーヴ (Louise Lagerlöf、旧姓 (Wallroth) の6人の子供の5番目として生まれた。母方は素封家で祖父は鍛冶場を経営する裕福な商人だった。
郷里のヴェルムランド地方は農業や馬の生産、製鉄、炭焼き、林業などの盛んな地域で、詩人エサイアス・テグネルや歴史学者エリック・グスタフ・イェイイェルも輩出している。ラーゲルレーヴ家は、大農場と鍛冶場を所有し、テグネルやイェイイェルとも親戚筋にあたる名家であった。幼少時は股関節形成不全で戸外の遊びができず、文学好きの父や民間伝承に詳しい祖母の影響で、詩作と読書の好きな少女に成長していく。
学校制度がまだ整わないスウェーデンでは（1880年代まで4年制）、裕福な家庭は子どもを通学させる代わりに家庭教師をつけており、ラーゲルレーヴ家でもモールバッカに招いた教師から初等教育と英語、フランス語を学ばせる。ラーゲルレーヴは7歳で初めてアメリカの小説『Osceola』（メイン・リード著）を読み切り、大人になったら小説家になりたいと思ったという。聖書は10歳で通読した。
スウェーデンでは1870年代に急速な近代化が興り、それに伴ってラーゲルレーヴ家は短時日に零落していく。

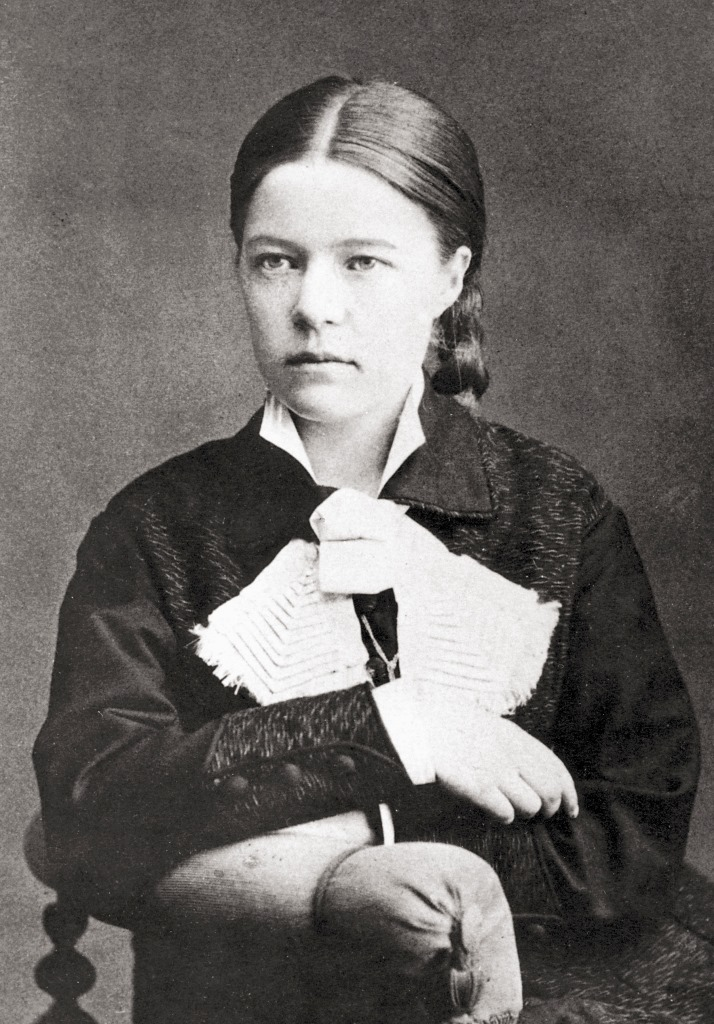
23歳前後の肖像 (Anna Ollson 撮影、1881年、カールスタード)

ラーゲルレーヴは自立のため、24歳になる1882年に父の反対を押し切ってストックホルムの高等師範学校に入学し、1885年にスウェーデン南部のランズクルーナで女子校の教師として働き始める。
1885年、父のエリック・グスタフ・ラーゲルレーヴがアルコール使用障害で死去すると、1888年に生家を競売にかけて手放した。長兄のダニエル（Daniel Lagerlöf）はすでに医者となって家を出ており、相続人の次兄ヨハン (Johan Lagerlöf) はアメリカに移民した。結婚し子供をもうけた姉のアンナ (Anna) を結核で亡くしている。幼い頃から一番仲の良かった妹イェルダとは、妹の結婚後も頻繁に行き来した。 
ラーゲルレーヴは教師を務める傍ら、詩や短編小説を雑誌の懸賞に投稿していた。1890年に短編が雑誌『イドゥン』の懸賞に入選、女性解放運動家のソフィー・アドレルスパッレ男爵夫人から受けた支援のおかげで教職を1年間休むと、『イェスタ・ベルリングのサガ』を書き上げて翌1891年に刊行した。
当時の北欧では、アウグスト・ストリンドベリやヘンリック・イプセンなどに代表される「80年代文学」（自然主義文学）を批判する動きがあり、ドイツの哲学者フリードリヒ・ニーチェやオーストリアの精神科医ジークムント・フロイトの影響で、精神や魂、過去など、目に見えないものを重視するようになっていた。1820年代の郷里を民話に似せ幻想的に描いたデビュー作『イェスタ・ベルリングのサガ』は「90年代文学」（新ロマン主義文学）の代表的な作品となり、40ヶ国語以上に翻訳された。
そのきっかけはデンマーク語版に訳され、影響力のある男性書評家 Georg Brandes に着目されたことである。ストックホルムで芸術サロンを開き文芸活動を支えていたフレデリカ・リムネル（en）は、作家専業で進めるようにと援助を申し出る。

### デビューからノーベル文学賞受賞まで
1894年に出版した第2作『見えざる絆』（sv）がよく売れたため、ラーゲルレーヴは教師をやめて専業作家となった。それ以降、『アンチ・キリストの奇跡』（sv 1897年）、『クンガヘラの女王たち』（sv 1899年）、『地主の家の物語』（sv 1899年）と次々と人気を集め、スウェーデン国内でも国際的にも名声を獲得していく。
1896年、スウェーデン中部のダーラナ地方で「神の声を聞いた」という農民たちが、エルサレムに集団移住した。スウェーデン国民の多くは移住者たちに批判的だったが、ラーゲルレーヴはエルサレムで当事者を取材し、移住した者たちとダーラナに残った者たちの葛藤と和解をめぐり、2部からなる大著『エルサレム (ラーゲルレーヴ)』を書き上げた（第1部『ダーラナで』（1901年）、第2部『聖地にて』（1902年））。同作は、1901年に第1回ノーベル文学賞の候補となった（受賞は1909年）。

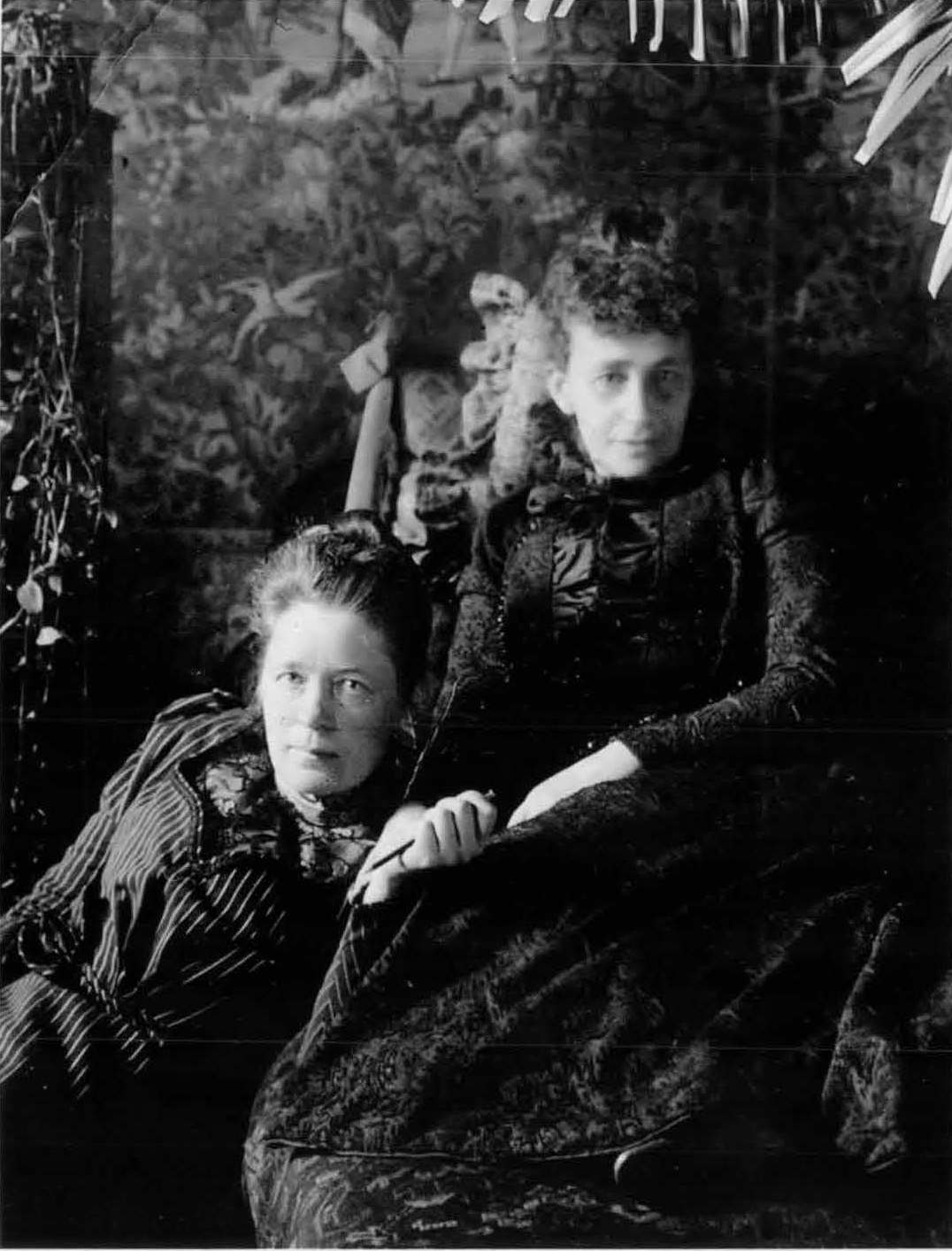
Sophie Elkan (右) とラーゲルレーヴ (左)

小説家のソフィー・エルカン Sophie Elkan（1853年 - 1921年）とは1894年に出会い、友だちとして伴侶として歩むことになる。互いの作品を読み合い、忖度（そんたく）のない批評を寄せる相手として、ときには構想に鋭く反対されても信頼を置いていたという。エルカンに宛てた書簡集『Du lär mig att bli fri』（自由になれと教えたあなた）が出版されている。エルサレムへの1900年の取材旅行は「アメリカ入植地」American Colony で聞き取り調査を行い、著書『エルサレム』がまとまる。王室とアカデミーから資金援助が続き評論家の反応もよく、ホメーロスやシェークスピアを引き合いに出す論評が現れると、国外でも読者を増やした。
デビュー作がもたらした収入、アカデミーの奨励金や助成金を注ぎ込むと2回旅に出かけ、行き先はエクランを伴ったイタリア旅行、またパレスチナを含む中東のいくつかの国も訪問した。旅先の見聞は作品の糧（かて）となり、イタリアでは幼児キリスト像が実は偽物とすり替わっているという言い伝えを耳にして発想を得た（1897年 Antikrists mirakler『アンチ・キリストの奇跡』）。この作品はキリスト教徒と社会主義者の倫理観を照らしており、舞台をシチリア島にした設定は、故郷を物語の場に選ぶラーゲルレーヴとしては珍しい。

### 『ニルスのふしぎな旅』

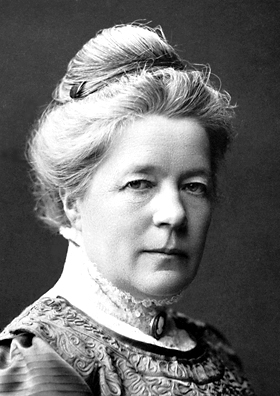
1909年の肖像

1842年に初等教育を義務化したスウェーデンでは、1880年、国民学校の教育改善を目指してスウェーデン国民学校教員協会（Sveriges Allmänna folkskollärarförening）が組織され、中でも特に急務であったのは読本の改訂だった。また19世紀末から20世紀初頭にわたり、欧米を中心に教師中心から児童主体の教授法へと教育の転換が広く展開される（新教育運動）。そのバイブルと呼ばれたのが、1900年にスウェーデンの社会運動家・教育学者のエレン・ケイが著した『児童の世紀』（Barnets århundrade）である。ケイは一貫して国民学校読本を批判し、それに代わる読本のあり方を提言した。
1901年、教員協会の読本作成委員会から初等教育用の地理読本を書くよう依頼されたラーゲルレーヴは、スウェーデン各地を取材し、『ニルスのふしぎな旅』（第1部1906年、第2部1907年）にまとめる。
ニルスが冒険を繰り広げる物語は、著者がスウェーデンの各地方の取材先で調べた歴史と地理の知識を織り込み、民話風に仕立ててある。やがて家に帰り着いたニルスは元の大きさに戻ったという物語は著者のベストセラーとなり、30言語超の翻訳版がある。日本語訳刊本は1918年に出版される。

## 女性解放運動

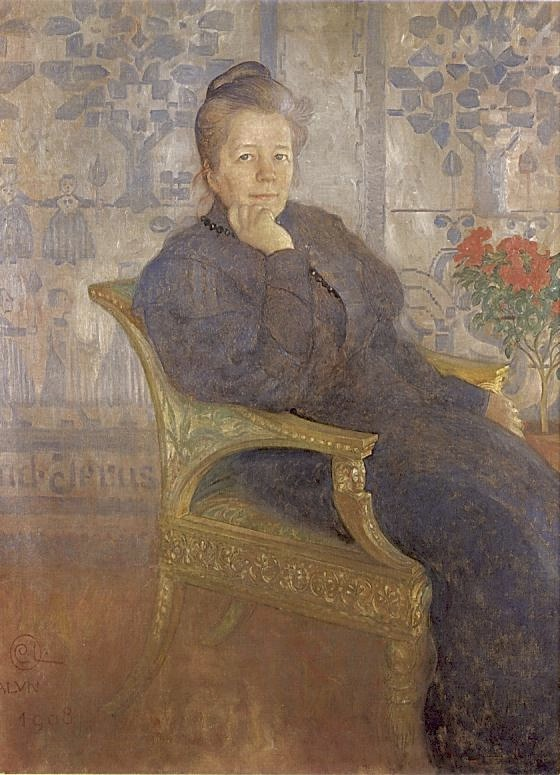
肖像画（カール・ラーション作、1908年）

19世紀後半のスウェーデンでは、女性解放運動の高まりを受け、女性作家が次々とデビューした。ラーゲルレーヴ自身も、女性向け雑誌『イドゥン』入選で作家デビューのきっかけをつかんだときに運動家のアドレルスパッレ（フレドリカ・ブレーマー協会会長）から経済的な支援を受けるなど、女性解放運動との関わりは強かった。また女性初のノーベル文学賞受賞以前にウプサラ大学名誉博士号を贈られ（1907年）、1914年にはスウェーデン・アカデミーに選出され7番会員となるなど、ラーゲルレーヴの存在自体が、女性解放の旗手としての意味合いを強く持つに至る。
住まいをファールンへ移した1897年、のちに作家活動の補佐となる Valborg Olander と出会った。エクランは交流を嫌がったにせよ、女性参政権運動の活発な参加者で本職は教師という共通点があった。ラーゲルレーヴはスウェーデン婦人参政権同盟（en）を代弁して発言をしており、社会的に尊敬される女性として同盟にも頼りにされていた。1911年、スウェーデンが国際女性参政権会議の当番国を引き受けると、ラーゲルレーヴは6月の開会式で基調講演に立つ。
ドイツで1910年に「国際女性の日」制定と、社会的地位に関わらず女性の参政権を認めるべきとする提唱がされ、1913年には第一次世界大戦に向かう西ヨーロッパのあちこちで女性が集会を開き平和を唱え、投票権を得て政治を変えようと訴えた。デンマークやアイスランドの女性が参政権を認められたのは1915年、ラーゲルレーヴは国際女性参政権会議（ストックホルム）で演説「家庭と国家」を述べ、スウェーデン人女性の参政権を求めた。1917年には女性の参政権を認める国々はソ連、ドイツ、大西洋を越えてカナダまで広がる。スウェーデンでは1919年5月に実現し、ラーゲルレーヴは祝賀の集まりで開会のことばを述べている。

## 後半生

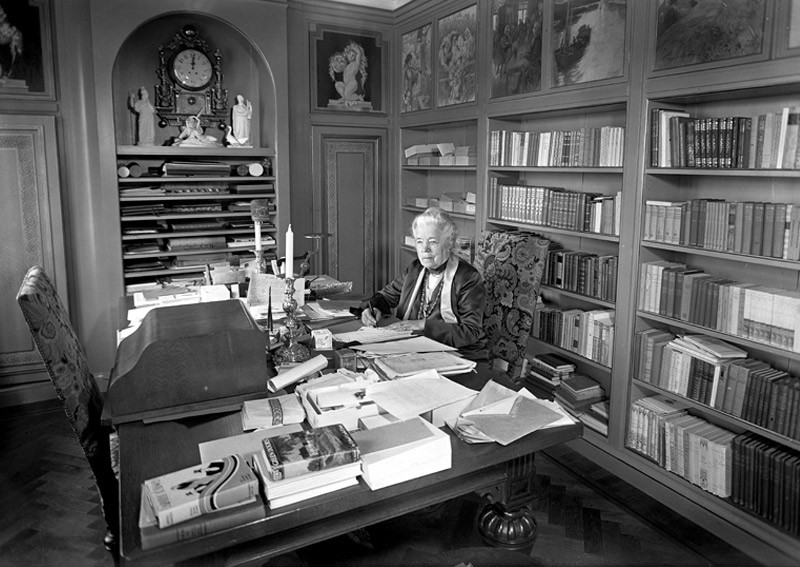
生家モールバッカの書斎にて(1933年)

1910年代になると、北欧では90年代文学に代わってモダニズム文学が主流となる。1911年の『リリエクローナの家』（sv）、後に『霊魂の不滅』として映画化された『幻の馬車』（1912年）、1914年の『ポルトガリヤの皇帝さん』（sv）などは人気を博したが、1918年に第一次世界大戦に反対して執筆した『追放者』Bannlystは酷評され、それ以降、ラーゲルレーヴは時代遅れの作家と見なされるようになった。1920年以降は自伝『モールバッカ』3部作（Mårbacka 1922年、1930年、1932年）、『レーヴェンシェルドの指輪』3部作（sv）などを上梓した。

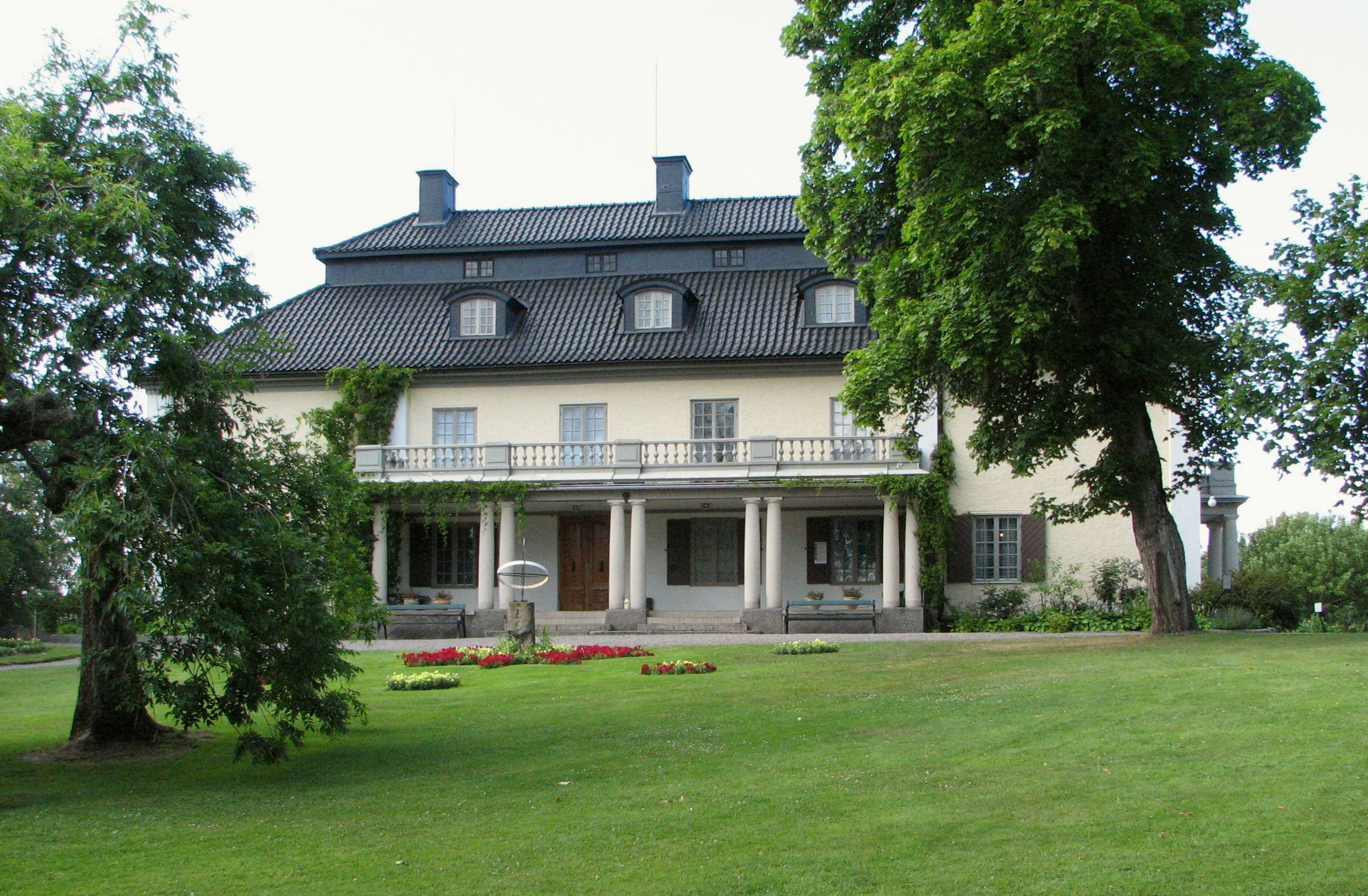
生家モールバッカの本館

ドイツでナチスが政権を握った1933年、ラーゲルレーヴは『土間で書いた話』Skriften på jordgolvet を発表して反ユダヤ主義を批判した。
ユダヤ系ドイツ人の作家ネリー・ザックスと親交があったラーゲルレーヴは、最晩年の1940年、ナチスの収容所に送られないように脱出させたいと王室に強く働きかける。ドイツ発スウェーデン行きの最後の航空便にザックスとその老いた母を乗せ、スウェーデンで安全に暮らせるように願ったが、結果を見届けることはなかった。
1940年3月16日、生家モールバッカで死去。

### 栄誉
ノーベル賞選考委員会は1909年12月10日、文学賞をセルマ・ラーゲルレーヴに贈ると発表する。賞が決まるまでには選考委員会とスウェーデン・アカデミーのあいだで激しい応酬があった。授賞スピーチでラーゲルレーヴは天国の亡父に相談に行ったという物語を話し、飾らない人柄をにじませる。どうすればこんな名誉に応えられるだろうかと尋ねると、父は作家として歩み始めた時にさかのぼり、自分を支え、この名誉に導いてくれた人すべてを思い出しなさいと告げたという。ノーベル賞に先立つ1904年に最高褒章を授けていたアカデミーは、1914年にラーゲルレーヴを会員に迎え、自国の女性に初めてふたつの栄誉を贈った。スウェーデン銀行は1991年、紙幣の切り替えにあたり、20クローナ紙幣に肖像を載せる初の女性にラーゲルレーヴを選んだと発表した。2015年の新券発行により失効。
ウプサラ大学は1907年に法学博士号を授与、ドイツのグリーフスヴァルト大学（en）は1928年に同じく名誉法学博士号を贈る。第二次世界大戦が勃発するとソビエト侵攻に備えるフィンランド政府は、資金づくりに使うようにとラーゲルレーヴからノーベル賞のメダルとアカデミーの褒章を託された。政府はその志に報いるため軍備費をほかの方法で手当てすると、メダルを丁重に返した。
- 1904年　スウェーデン・アカデミー大金章（Stora Priset、グスタフ3世創設）
- 1907年　ウプサラ大学名誉法学博士号
- 1909年　ノーベル文学賞
- 1914年　スウェーデン・アカデミー会員
- 1915年　国際女性参政権会議の基調講演[疑問点 – ノート]
- 1928年　グリーフスヴァルト大学名誉法学博士号

## 映像化された作品
作品の映画化権は1919年、自らスウェーデン映画協会 Svenska Biografteatern に譲渡して終生の作品を委ねており、多くの映画や映像が生まれた。ラーゲルレーヴと同郷のヴィクトル・シェストレムは映画協会に所属しており、1917年の作品『Tösen från Stormyrtorpet』（沼の家の娘）から原作に採用し、スウェーデンの映画史上に残る1921年の傑作『霊魂の不滅』など合計5本発表、スウェーデンの無声映画のひとつの典型として自然の景観と人々の伝統的な暮らしの取り合わせを確立した。マウリッツ・スティッレル監督により、これもスウェーデンの映画史上に残る1919年の『吹雪の夜』や1924年の『イエスタ・ベルリングの伝説』（1924年）を含む3作が製作されるなど、国内外の作品が見られる。
デンマークの監督のビレ・アウグストは本編160分を超える『エルサレム』を1996年に発表し、世界で好評を博した。
ソビエトは『ニルスの不思議な旅』を1955年にアニメ化、日本の劇場版作品は1980年に封切りして各国にライセンスする。また新たに52回シリーズを放送（2014年 - 2015年）、DVDが出ている。

## 記念像、テレビドラマ
カール・ラーションは1902年を含め肖像画を2点描き、2点目モールバッカに展示してある。

### 公共彫刻
彫刻家の アーヴィッド・バックランド によるブロンズの座像は各地に置いてある。足を組んだ像はスンネ市内のロッテネルース公園（en）に1体目をすえ、同じ型から鋳造した2体目は1955年にアメリカ・ミネアポリスへ送られてアメリカ・スウェーデン研究所 で公開されている。その他、足を組んでいないブロンズ像も作り、スンネ市内のほか、カールスタードとフォールンにある。
若い頃の姿をモチーフにした Astri Taube 作の胸像はロットネルース公園にあり、スコーネ県スクルプ市の寒村 Västra Vemmenhög  の廃校は校庭に Jón Leifsson （wikidata）作の像がたたずむ。
最も新しいブロンズ像は高さ 165 cm とほぼ等身大で、Jonas Högström（wikidata）が2009年秋にランズクルーナに立てた。ところが2013年2月2日の朝、持ち去られたことが判明、同日午後、設置した場所からほど近い地点で見つかった。同年、同じ市内にある殿堂の小道にラーゲルローヴを顕彰することが決まり、スウェーデン王カール16世の手で献呈されている。

### 記念コイン
生誕150周年を記念した金貨と銀貨を発行するとスウェーデン国立銀行 は発表し、それぞれ200クローナと2千クローナー、表面の肖像は共通である。デザイナーの John Holm は裏面のモチーフを銀貨はガチョウ、金貨はヒマワリをあしらった。また1991年発行のラーゲルローヴの肖像入り20クローナ紙幣は新紙幣発行の発表後、スウェーデン国立銀行は2016年時点で改めて失効を確認する発表をした。

### テレビドラマ
スウェーデンのテレビ局 SVT1 が放送した『セルマ』（sv 2008年）は前編後編2回のドラマで、小説のデビュー作『イェスタ・ベルリングのサガ』で売り出したばかりのヒロインと、少し年上の作家が登場する。脚本家の Åsa Lantz はノーベル文学賞を受賞するまでを描き、エリック・レイジョンボルグ監督（sv）は主演にヘレナ・ベイストロム Helena Bergström を起用した。音楽はミカエル・ノルドアンダーション。

### 天体
金星にある大きなクレーターは「ビーナス」という英名にちなみ、著名な女性にちなんで名付けられる。そのひとつはラーゲルローヴという。
自身が出演した記録映像『Ett besök hos Selma Lagerlöf』（1919年、6分）がある。劇場版映画『Sol över Sverige』（1938年 Arne Bornebusch 監督）には、2組の主人公たちが訪れるスウェーデンの旅先に複数の文化人が登場し、その1人という設定でカメオ出演している。

### その他
ホラー映画の原作者としてスウェーデンのテレビ番組に紹介されたことがある。
グレタ・ガルボはマウリッツ・スティッレル監督の『イェスタ・ベルリングの伝説』に配役され、やがてハリウッド映画界への足がかりを得た。
2011年のサンフランシスコ無声映画祭はラーゲルレーヴがスウェーデン無声映画の黄金期に果たした貢献を評価し、かなりの尺が紛失しているもののスティッレル監督の『グンナー・ヘデスの伝説／嵐』（1924年）を上映した。
2013年11月20日、Googleのトップページにラーゲルレーヴ生誕155周年を記念して『ニルスのふしぎな旅』がロゴに採用された。
スンネ（Östra Ämtervik）にあるホテル2軒はラーゲルレーヴの名前に因んで命名され、生家モールバッカは記念館として保存されている。
ラーゲルレーヴと日本
ラーゲルレーヴの代表作『ニルスのふしぎな旅』の第48章に、スウェーデンで勉強する日本人が登場する。また『ポルトガリヤの皇帝さん』は、主人公が歌う歌の中に「ニッポン」と言う歌詞がある。

## おもな作品

### 日本語訳された作品
日本語訳の出版年順、人名の仮名表記は書籍中のものに従う。リンク付きの題名は国立国会図書館デジタルコレクションで一般公開。
イェスタ・ベルリングの伝説
- 森鷗外 訳『牧師』1910年。OCLC 186794427。I: 黄金盃 [Guldkopp.]。M・ラングフェルト Langfeldts のドイツ語訳（Gösta Berlingssaga, 3 Aufl., 1905）から重訳。LIBRIS 所蔵。 ** 改版改題し岩波書店〈鷗外全集　第4巻〉に収載（1972年、ISBN 4-00-327564-0[61]）。

- 野上弥生子 訳『ゲスタ・ベルリング』、家庭読物刊行会〈世界少年文学名作集〉第16巻、1921年、doi:10.11501/958925。『ポルトガリヤの皇帝さん』収載。
- 丸山武夫 訳『ゲスタ・ベルリングの伝説』全3巻　白水社　1942年-1943年（昭和16-17）。第1巻doi:10.11501/1136495 ほか。
- イシガオサム 訳『ポルトガリヤの皇帝さん』岩波書店〈岩波文庫〉、1981年。ISBN 4-00-327562-4。

ニルスのふしぎな旅
- 香川鉄蔵 訳『飛行一寸法師』大日本図書、1918年。全国書誌番号:43027227。1982年に改版改題し『ニルスのふしぎな旅』（全4巻）香川鉄蔵、香川節 訳、偕成社　ISBN 4-03-651061-4。
  - 鏡沼保次 訳『鵞鳥の愛』東方社　1923年　全国書誌番号:45022973 渡辺光徳 絵
  - *小林哥津子 訳『不思議の旅 : 瑞典のお伽話』杉浦非水 装幀、玄文社、東京、1919年。全国書誌番号:43030541。
  - 大畑末吉 訳「ニルスのふしぎな旅」『世界の名作図書館』第7巻　講談社　1967年　doi:10.11501/1654608
  - 朗読版『ニルスのふしぎな旅』東京 : 日本障害者リハビリテーション協会　1999-2000年　CD-ROM 第1巻-第4巻（原本: 1995年、偕成社〈偕成社文庫〉）、DAISY ver.2.0。第1巻はCD-ROM1枚6時間49分。
  - 山室静 訳『ニルスのふしぎな旅』講談社〈講談社青い鳥文庫〉1995年。ISBN 9784061484184
  - 菱木晃子 訳『ニルスのふしぎな旅』福音館書店、2007年。（上）ISBN　978-4-834-022735、（下）ISBN　978-4-834-022742

- 福永挽歌 訳『漁夫の指輪』〈世界童話傑作叢書第3編〉東京 : 日本評論社出版部　1921年　全国書誌番号:43035160

エルサレム
- 前田晁 訳『エルサレム』今日の問題社〈ノーベル賞文学叢書第18巻〉1942年。NCID BN09323911。
  - 石賀修 訳『エルサレム』第1部　岩波書店〈岩波文庫〉1942年　ISBN 4-00-327563-2
  - 石賀修 訳『エルサレム』第2部　岩波書店〈岩波文庫〉1952年　ISBN 4-00-327564-0[62]
  - V・S・ハワード 英訳、吉田比砂子（重訳）『イングマルソン家の人びと : エルサレム1』けやき書房〈ふれ愛ブックス〉1996年　ISBN 4-87452-321-8

- 山室静 訳『幻の馬車』新月社、東京〈ラーゲルレーヴ作品集7〉、1949年、9-,294頁。doi:10.11501/1708009。
  - 石丸静雄 訳『幻の馬車』角川書店〈角川文庫〉1959年　ISBN 4-04-217203-2

キリスト伝説集
- イシガオサム 訳『キリスト伝説集』岩波書店〈岩波文庫〉1955年　ISBN 4-00-327561-6
  - 『キリスト伝説集』東京 : 日本点字図書館 (製作) 1980年、3冊（原本: 岩波書店〈岩波文庫〉1978年）全国書誌番号:83046651 点字資料
  - 中村妙子 訳、高瀬ユリ 絵『むねあかどり』日本基督教団出版局　1989年　ISBN 4-8184-0018-1。絵本
  - なかむらたえこ 訳、ドミニク・ルクレール 絵『きよしこのよる』新教出版社　1992年　ISBN 4-400-60810-7。絵本
  - 藤原英司、辺見栄 訳『キリストの伝説 I ：聖なるよる』 キリスト教視聴覚センター (AVACO) 2011年　ISBN 978-4-906401-78-9
  - 藤原英司、辺見栄 訳『キリストの伝説 II ：聖ヴェロニカ』 キリスト教視聴覚センター (AVACO) 2011年　ISBN 978-4-906401-79-6
  - 藤原英司、辺見栄 訳『キリストの伝説 III・他一篇：胸赤コマドリ』 キリスト教視聴覚センター (AVACO) 2011年　ISBN 978-4-906401-80-2
- 山室静 訳『沼の家の娘』西村保史郎 絵、東京 : 偕成社〈少女世界文学全集〉第9巻、1961年。90頁-。doi:10.11501/1638113
- 松岡尚子 訳『ダーラナの地主館奇談』日本図書刊行会／近代文藝社　2001年　ISBN 4-8231-0640-7
- 新妻ゆり 訳『モールバッカ ニルスの故郷』柏艪舎　2005年　ISBN 4-434-06339-1

画像ギャラリー
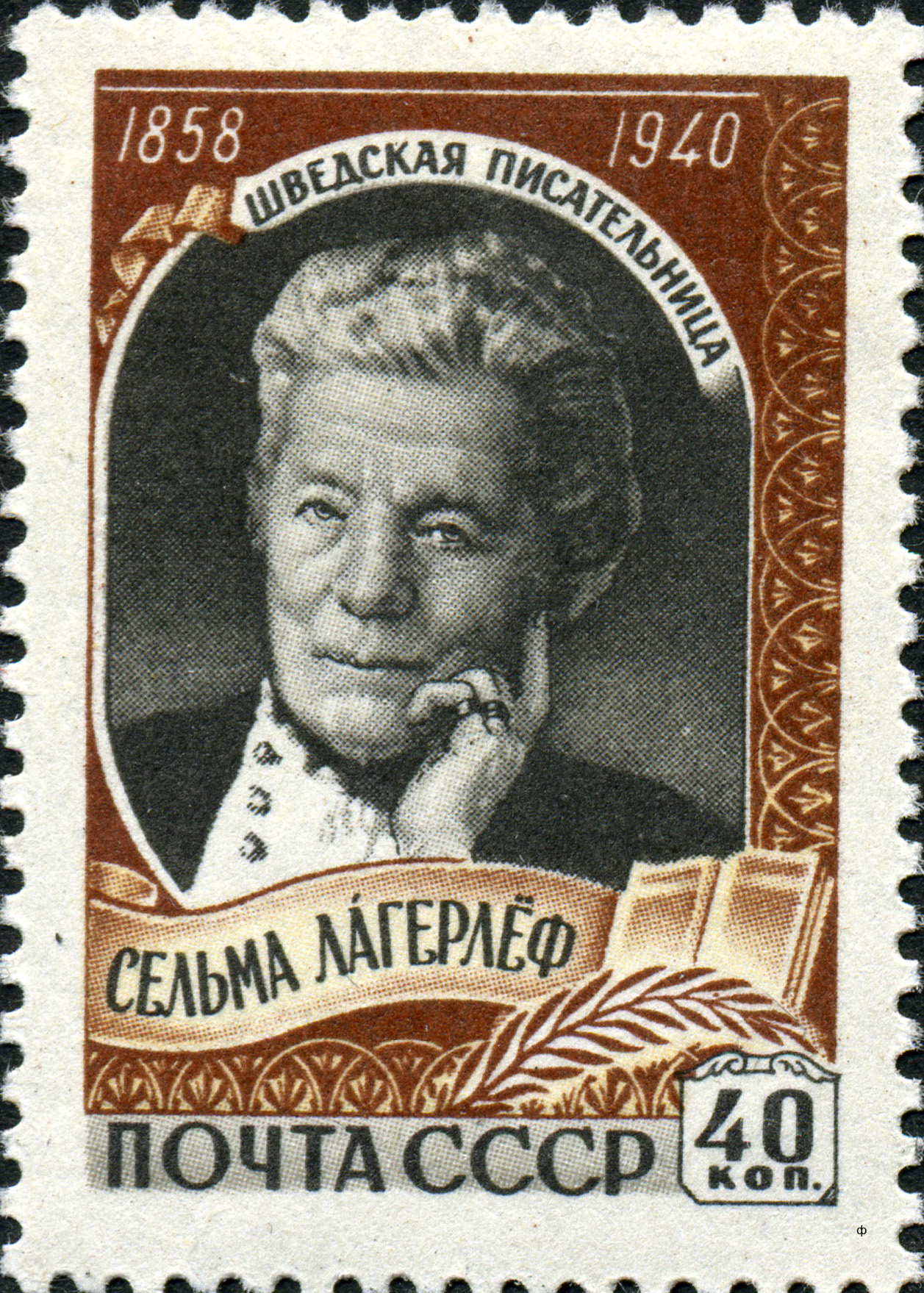
ソビエト連邦のラーゲルレーヴ記念切手（1959年発行）
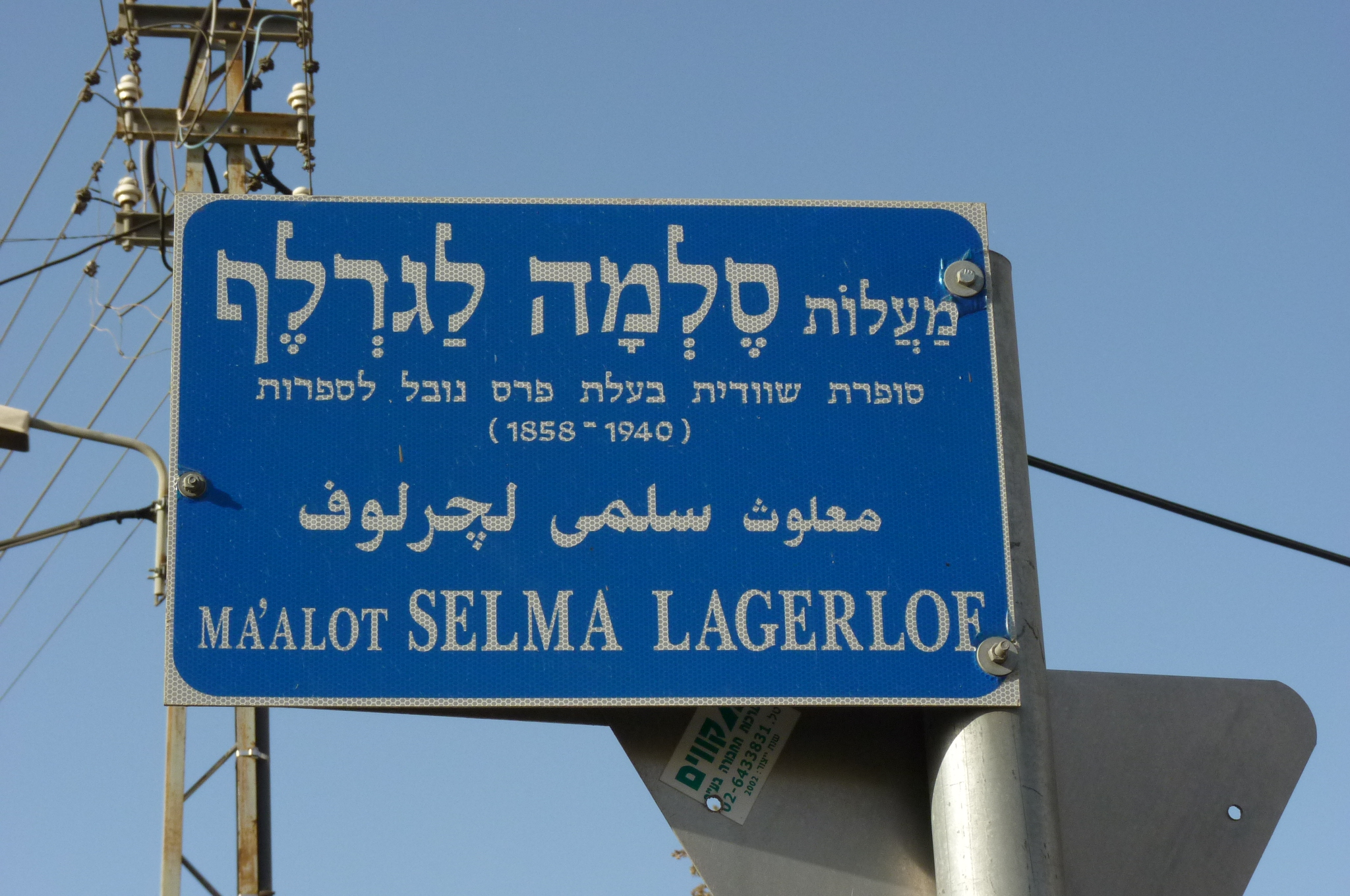
著書名に因み、エルサレム市内の道路標識はラーゲルレーヴの名前を掲げる。「チェルニホフスキー」の名もある（1行目）。
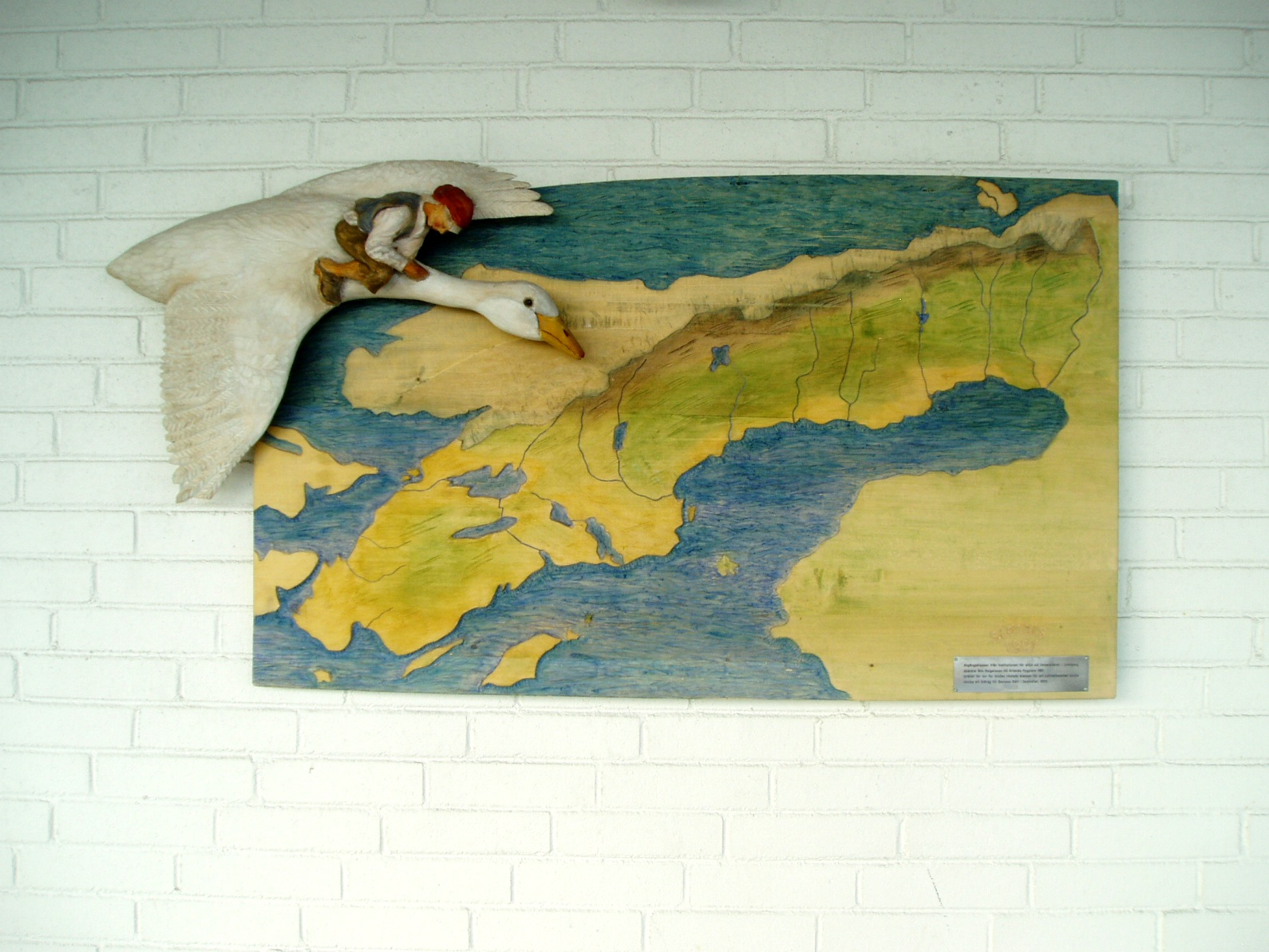
ニルス像（ストックホルム・アーランダ空港、1991年製作）